# São Tomé és Príncipe a 2020. évi nyári olimpiai játékokon
São Tomé és Príncipe a japán Tokióban megrendezett 2020. évi nyári olimpiai játékok egyik részt vevő nemzete volt. Az országot az olimpián 2 sportágban 3 sportoló képviselte, akik érmet nem szereztek.

## Atlétika
Női
| Versenyző        | Versenyszám | Előfutam | Előfutam | Előfutam | Elődöntő | Elődöntő | Elődöntő | Döntő   | Döntő    |
| Versenyző        | Versenyszám | Idő      | Hely.    | Össz.    | Idő      | Hely.    | Össz.    | Idő     | Helyezés |
| ---------------- | ----------- | -------- | -------- | -------- | -------- | -------- | -------- | ------- | -------- |
| D'Jamila Tavares | 800 m       | 2:16,72  | 8.       | 45.      | kiesett  | kiesett  | kiesett  | kiesett | kiesett  |

## Kajak-kenu

### Gyorsasági
Férfi
| Versenyző                             | Versenyszám        | Előfutam | Előfutam | Előfutam | Negyeddöntő | Negyeddöntő | Negyeddöntő | Elődöntő      | Elődöntő      | Elődöntő      | Döntő   | Döntő    | Döntő    | Helyezés |
| Versenyző                             | Versenyszám        | Idő      | Hely.    | Össz.    | Idő         | Hely.       | Össz.       | Idő           | Hely.         | Össz.         | Típus   | Idő      | Helyezés | Helyezés |
| ------------------------------------- | ------------------ | -------- | -------- | -------- | ----------- | ----------- | ----------- | ------------- | ------------- | ------------- | ------- | -------- | -------- | -------- |
| Roque Fernandes dos Ramos             | Kenu egyes 1000 m  | 5:00,977 | 7.       | 32.      | 5:10,506    | 8.          | 22.         | kiesett       | kiesett       | kiesett       | kiesett | kiesett  | kiesett  | 32.      |
| Buly Triste                           | Kenu egyes 1000 m  | 4:57,659 | 6.       | 31.      | 4:55,527    | 7.          | 20.         | kiesett       | kiesett       | kiesett       | kiesett | kiesett  | kiesett  | 30.      |
| Buly Triste Roque Fernandes dos Ramos | Kenu kettes 1000 m | 4:34,880 | 7.       | 14.      | 4:44,055    | 5.          | 10.         | nem jutott be | nem jutott be | nem jutott be | B       | 4:12,075 | 6.       | 14.      |